# Сью Графтон
Сью Графтон (англ. Sue Taylor Grafton; 24 квітня 1940, Луїсвілл, США — 28 грудня 2017, Санта-Барбара) — американська письменниця детективного жанру, володарка багатьох престижних літературних премій детективного жанру. Вона найвідоміша як авторка «Алфавітної серії», де головним персонажем є приватна детектив Кінсі Мілгоун у вигаданому місті Санта-Тереза, Каліфорнія. До свого успіху в цій серії писала сценарії для телефільмів. Графтон зауважила, що найсильніший вплив на її кримінальні романи справив відомий співвітчизник Сью, автор детективів Росс Макдональд.

## Життєпис
Батько Сью Корнеліус Воррен Графтон був автором детективного жанру. Батько і її мати Вів'єн Гарнсбергер обоє були дітьми пресвітеріанських місіонерів. Її батько був юристом, що займався муніципальними облігаціями, а мати — вчителькою хімії середньої школи. Її батько був зарахований до армії під час Другої світової війни, коли їй було три роки, а повернувся, коли їй було п'ять, після чого її життя в сім'ї погіршилося. Обидва батьки стали алкоголіками, і Графтон зауважила: «З п'яти років і далі мені довелося виховувати саму себе».
Графтон та її старша сестра Ен виросли в Луїсвіллі, де вона закінчила середню школу в Етертоні. Вона відвідувала Університет Луїсвілля (перший курс) та педагогічний коледж Західного Кентуккі (нині Університет Західного Кентуккі), перш ніж закінчила Луїсвільський університет у 1961 році, отримавши ступінь бакалавра англійської літератури та гуманітарних наук і образотворчого мистецтва.
Закінчивши навчання, Графтон працювала в лікарні приймальником, касиром і медичним секретарем у Санта-Моніці та Санта-Барбарі, Каліфорнія.
Мати Графтон покінчила з собою в 1960 році по поверненню додому після операції з видалення раку стравоходу, спричиненого роками пияцтва та куріння. Батько Сью помер у 1982 році, за кілька місяців до того, як було надруковано її перший роман.

### Літературна діяльність
Батько Графтон був закоханий у детективну літературу і писав вночі. Він познайомив Графтон з процесом написання та редагування, надихав її бути письменницею. Натхненна батьком, Графтон почала писати, коли їй було 18 років, а перший роман закінчила через чотири роки. Вона продовжувала писати і написала ще шість романів. Було опубліковано тільки два з цих семи романів («Денія Кезія» та «Війна Лоллі-Мадонна»). Пізніше Графтон знищила рукописи своїх п'яти ранніх, неопублікованих романів.
Не отримавши успіху від своїх перших романів, Графтон звернулася до написання кіносценаріїв. Вона працювала впродовж наступних 15 років над написанням сценаріїв для багатьох телевізійних фільмів і адаптацій. Її сценарій фільму «Прогулка скрізь вогонь» здобув премію Крістофера у 1979 році, яку присуджують у США з 1949 року продюсерами, режисерами та письменниками книгам, фільмам та телевізійним сценаріям, які «підтверджують найвищі цінності людського духу».
Її досвід сценариста навчив основам структуризації розповіді, написанню діалогів і створення послідовностей дій. Графтон тоді відчула готовність повернутися до написання художньої літератури. Проводячи «гіркий бій при розлученні та опіці, який тривав шість довгих років», вона уявляла способи вбивства чи каліцтва свого колишнього чоловіка. Її фантазії були настільки яскравими, що вона вирішила їх записати.

#### Створення алфавітної серії
Графтон була в захопленні від серій детективних романів, чиї заголовки були пов'язані, наприклад, серіал Джона Д. Макдональда про Тревіса Макгі, кожний з романів серії містив колір у назві як то «Жахіття у рожевому» чи «Пурпурове місце для смерті», чи серіал про раббі Смолла Гаррі Кімельмана, кожен з яких включав день тижня у назві — «У п'ятницю раббі довго спав» чи «У суботу раббі залишився голодним».
Прочитавши ілюстровану книгу—абецедарій Едварда Горі «Гашлікрамбові крихітки або Після уходу» з алфавітним переліком способів помирання дітей, Графтон вирішила написати серію романів, заголовки яких будуть слідувати алфавіту. Вона одразу сіла і склала список усіх слів, пов'язаних із злочинами, які вона знала.
Вона створила низку романів, що стали відомими як «алфавітні романи» або «алфавітна серія», в яких головним персонажем була приватний детектив Кінсі Мілгоун. Графтон описала Кінсі Мілгоун як своє alter ego: «людина, якою я була б, якби не вийшла заміж молодою і не мала б дітей».
Серія починалася з «A для алібі», опублікованого в 1982 році. Далі було «B для грабіжника», потім «C для трупа», заголовок кожного роману включав букву англійського алфавіту, що поєднувалася з кримінальним словом, яке починалося з тієї ж букви, крім X. Після публікації «G для детектива», Графтон змогла кинути свою роботу сценаристки і стати виключно письменницею. Нові романи серії виходили щороку.
Графтон свого часу мріяла, що серія закінчиться на «Z для нуля», але вона померла, перш ніж почала писати цей роман. Її дочка сказала, що Графтон ніколи не дозволила б іншому письменнику писати під її ім'ям, і «наскільки ми вирішили в сім'ї, цей алфавіт закінчується на Y».
Твори Графтон опубліковані у 28 країнах і на 26 мовах. Вона відмовилася продавати права на кінофільми і телесеріали, тому що написання сценаріїв відвернули її від бажання співпрацювати з кінокомпаніями та телевізійними структурами. Телевізійні фільми в Японії, однак, були адаптовані з романів «B для грабіжника» і «D для мертв'яка».
Для стилю Графтон характерний стисла детективна вигадка. Стиль часто описується як «лаконічний, легкий, мудрий».
Померла на 77-у році життя після двох років боротьби з раком молочної залози.

## Нагороди і вшанування
У 1986 і 1987 роках вона отримала підряд дві премії Ентоні в номінації «Найкращий роман» за романи алфавітної серії «B для грабіжника» і «C для трупа». 1987 року новела Графтон «Паркерський дробовик» здобула премію Ентоні в номінації за кращу новелу і премію Мекавіті в такій же номінації. Вона в третій раз виграла премію Ентоні в номінації «Найкращий роман» у 1991 році за «G для детектива».
Графтон отримала три нагороди премії Шамус. 13 червня 2000 року вона стала лауреатом премії YWCA 2000 року за життєвий творчий доробок. 2004 року вона здобула літературну премію Росса Макдональда, яку присуджують «каліфорнійському письменнику, творчість якого підвищує рівень літературної майстерності».
У 2008 році Графтон здобула нагороду «Кинджал Картьє» від Британської асоціації письменників детективного жанру, вшановуючи її літературні досягнення в цьому жанрі за весь період творчості. Вона здобула нагороду «Великий майстер» від «Товариства детективних письменників Америки» у 2009 році.
У 2013 році їй було вручено нагороду Бучеркона (англ. Bouchercon) у рамках премії Ентоні за досягнення протягом життя. 2014 року вона була почесним гостем щорічного збору фанатів детективного жанру «Злочин лівого берегу» (англ. Left Coast Crime).

## Твори

### Алфавітна серія
- A Is for Alibi[en] (А для алібі) (1982);
- B Is for Burglar[en] (В для грабіжника) (1985) (нагороджений преміями Шамус і Ентоні);
- C Is for Corpse[en] (С для трупа) (1986) (нагороджений премією Ентоні);
- D Is for Deadbeat[en] (D для мертвяка) (1987);
- E Is for Evidence[en] (E для доказів) (1988);
- F Is for Fugitive[en] (F для шахрайства) (1989);
- G Is for Gumshoe[en] (G для детектива) (1990) (нагороджений преміями Шамус і Ентоні);
- H Is for Homicide[en] (H для вбивства) (1992);
- I Is for Innocent[en] (I для невинуватості) (1992);
- J Is for Judgment[en] (J для правосуддя) (1993);
- K is for Killer[en] (K для кілера) (1994);
- L is for Lawless[en] (L для беззаконня) (1995);
- M is for Malice[en] (M для злочинного наміру) (1996);
- N is for Noose[en] (N для зашморгу) (1998);
- O Is for Outlaw[en] (O поза законом) (1999);
- P Is for Peril[en] (P для небезпеки) (2001);
- Q Is for Quarry[en] (Q для каменоломні) (2002);
- R Is for Ricochet[en] (R для рикошету) (2004);
- S Is for Silence[en] (S для тиші) (2005);
- T Is for Trespass[en] (T для правопорушення) (2007);
- U Is for Undertow[en] (U для підземелля) (2009);
- V Is for Vengeance[en] (V для помсти) (2011);
- W Is for Wasted[en] (W для марнотратства) (2013);
- X[en];
- "Y" Is for Yesterday[en], (Y для завтра), (2017).
- The Lying Game (збірка оповідань «Гра в брехню») (2003)
- Kinsey and Me (збірка оповідань «Кінсі та я») (2013);

### Інші романи
- Keziah Dane[en] (Кезія Дейн) (1967);
- The Lolly-Madonna War[en] (Війна Лоллі-мадонни) (1969).

### Інші твори
- есе Teaching a Child (Навчаючи дитину) (2013).